# Briquet Griffon Vendéen
Il Briquet Griffon Vendéen è una razza canina da caccia originaria della Francia. Allevato prima della prima guerra mondiale dal conte d'Elva, era quasi estinto dopo la seconda guerra mondiale, ma grazie a Hubert Dezamy, giudice francese di esposizioni canine, la razza è stata restaurata, riapparendo a Fontenay-le-Comte nel 1946. Una muta di Briquet ha vinto la coppa di Francia per prove su capriolo nel 1995, ma la razza viene usata anche per la caccia al cinghiale.

## Aspetto esteriore[3]
Il Briquet Griffon Vendéen presenta una testa corta, orecchie basse e pelo folto. Il mantello può avere una tinta unita o colori misti, solitamente fulvo, marrone chiaro, bianco e arancio, bianco e grigio e anche tricolore. I maschi sono alti da 50 a 55 cm al garrese, mentre le femmine da 48 a 53 cm; pesano da 22 a 24 kg.
L'aspetto arruffato del pelo è naturale e ne è sconsigliato il taglio, sebbene debba essere spazzolato e pettinato. Le sue lunghe orecchie possono ospitare infezioni e per questo dovrebbero essere pulite regolarmente.

## Temperamento
Il Briquet è un cacciatore dotato di resistenza e forza d'animo. A corto di opportunità di caccia, devono trascorrere molto tempo all'aria aperta. Non sono nervosi, ma vivaci ed entusiasti. Allevati per lavorare in branco oltre che da soli, vanno d'accordo con gli altri cani e non sono eccessivamente possessivi. Per questi motivi sono ottimi compagni per i bambini.